# 아조프현

아조프현의 지도

아조프현(러시아어: Азовская губерния)은 1708년부터 1725년까지, 1775년부터 1783년까지 존재했던 러시아 제국의 현으로 현도는 보로네시이다. 1708년에 신설되었으며 1725년 보로네시현이 신설되면서 폐지되었다. 1775년에 다시 신설되었고 1783년에 예카테리노슬라프현이 신설되면서 다시 폐지되었다.